# Roberto Esposito
Roberto Esposito (Nàpols, 1950) és un filòsof italià, especialista de filosofia moral i política.

## Obres
- Vico e Rousseau e il moderno Stato borghese, Bari, De Donato, 1976
- Ideologie della neo-avanguardia, Napoli, Liguori, 1976
- Il sistema dell'indifferenza: Moravia e il fascismo, Bari, Dedalo, 1978
- La politica e la storia. Machiavelli e Vico, Nàpols, Liguori, 1980
- Divenire della ragione moderna. Cartesio, Spinoza, Vico, amb Biagio De Giovanni e Giuseppe Zarone, Nàpols, Liguori, 1981
- Ordine e conflitto. Machiavelli e la letteratura politica del Rinascimento italiano, Napoli, Liguori, 1984
- La pluralità irrappresentabile: il pensiero politico di Hannah Arendt, (dir.), Urbino, Quattro Venti, 1987
- Categorie dell'impolitico, Bologna, Il Mulino, 1988; nuova ed. 1999
- Nove pensieri sulla politica, Bologna, Il Mulino, 1993
- Oltre la politica, anthologie de la pensée « impolitique », Milà, Bruno Mondadori, 1996
- L'origine della politica. Hannah Arendt o Simone Weil ?, (dir.), Roma, Donzelli, 1996
- Lo specchio del reame. Riflessioni su potere e comunicazione, Ravenna, Longo Angelo, 1997
- Communitas. Origine e destino della comunità, Torino, Einaudi, 1998; nova ed. 2006
- Introduzione a Jean-Luc Nancy, L'esperienza della libertà, Torí, Einaudi, 2000
- Enciclopedia del pensiero politico. Autori, concetti, dottrine, (dir. amb Carlo Galli), Laterza, 2000; nova ed. 2005
- Dialogo sulla filosofia a venire, in Jean-Luc Nancy, Essere singolare plurale, trad. del francès per Davide Tarizzo, Torino, Einaudi, 2001
- Immunitas. Protezione e negazione della vita, Torí, Einaudi, 2002
- Bios. Biopolitica e filosofia, Torí, Einaudi, 2004
- Terza persona. Politica della vita e filosofia dell'impersonale, Torí, Einaudi, 2007
- Termini della politica. Comunità, immunità, biopolitica, Milà, Mimesis, 2008
- Pensiero vivente. Origine e attualità della filosofia italiana, Einaudi, 2010
- Dieci pensieri sulla politica, Bologna, il Mulino, 2011
- Comunità e biopolitica, a cura di Daniela Calabrò e Giulio Goria, con cd-rom file audio formato MP3, Milano-Udine, Mimesis, 2012
- Dall'impolitico all'impersonale: conversazioni filosofiche, a cura di M. Saidel e G.V. Arias, Milano-Udine, Mimesis, 2012
- Due. La macchina della teologia politica e il posto del pensiero, Torino, Einaudi, 2013